# Adam Lane
Adam Lane (* 22. September 1968) ist ein US-amerikanischer Jazz-Bassist und Komponist.

## Leben und Wirken
Lane erwarb den Bachelor of Arts an der Wesleyan University, wo er u. a. bei Anthony Braxton studierte. Den Master erwarb er an der CalArts (Studium bei Wadada Leo Smith und Daniel Rothman). 1996 erhielt er ein Stipendium zum Besuch der Internationalen Musikinstituts Darmstadt. Dort studierte er Komposition in den Meisterklassen von Karlheinz Stockhausen, Klaus Huber, Mathias Spahlinger, außerdem Kontrabass bei Stefano Scodanibbio.
Nach seiner Rückkehr in die Vereinigten Staaten arbeitete Lane u. a. mit eigenen Formationen, darunter Fo(u)r Being(s), ein Quartett mit John Tchicai, Paul Smoker und Barry Altschul, mit dem er für CIMP aufnahm, sowie Duo Music mit Blaise Siwula (Album bei Cadence Jazz Records, 2002) und Nowhere Zen: Chamber Works and Solo Statements (Evander Music, 2002). Des Weiteren arbeitet er in New York mit Louie Bellogenis, Lou Grassi, Andrew Drury, Carol Liebowitz und Brad Shepik; außerdem wirkte er bei Aufnahmen von John Tchicai (Infinitesimal Flash, 2000) mit. Mit Vinny Golia und Vijay Anderson trat er als Trio (Music Degree Zero, 2005) auch in Vilnius auf. Sein Nonett Full Thtrottle Orchestra, zu dem Taylor Ho Bynum und Reut Regev gehören, präsentierte er 2013 auf dem Ljubljana Jazz Festival. Auch nahm er mit Darius Jones (Big Gurl), David Haneys Primitive Arkestra (Dolphy’s Hat, 2014) und mit William Hooker (Channels of Consciousness, 2013) auf.
Lane schrieb mehrere Kompositionen für Kammerensembles; Mini Pig 2000, Elvis’ Tomb is Empty und Fire Up the Pig für die California Ear Unit und die Arcosanti Young Composers Conference. Lane lebt abwechselnd in New York und San Francisco. Außerdem erhielt er Kompositionsaufträge. Er wurde mit dem New Langton Arts Bay Area Creative Artist Award und dem Julius Hemphill Award ausgezeichnet.

## Diskographische Hinweise
- Hollywood Wedding (1999)
- Full Throttle Orchestra No(w) Music
- Kalaparusha Maurice McIntyre & The Light Meet Adam Lane: Paths to Glory (CIMP, 2004)
- Steve Cohn, Adam Lane, Ray Sage, Blaise Siwula, Motoko Shimizu: Wire (Konnex Records, 2007)
- Adam Lane, Ken Vandermark, Magnus Broo, Paal Nilssen-Love: 4 Corners (Clean Feed Records, 2007)
- Adam Lane, Lou Grassi, Mark Whitecage: Drunk Butterfly (Clean Feed, 2008)
- Luís Lopes, Adam Lane, Igal Foni: What Is When (Clean Feed, 2009)
- Full Throttle Orchestra: Ashcan Rantings (2010)
- Absolute Horizon (NoBusiness Records, 2013)